# Studocu
StuDocu è una piattaforma online di apprendimento e condivisione in crowdsourcing per studenti in cui loro possono condividere il materiale di studio. StuDocu è principalmente utilizzato per appunti, riassunti di libri e domande d’esame. Il modello di business è basato sulla sottoscrizione di abbonamenti per l’accesso di documenti premium.

## Storia
StuDocu è stata fondata nel 2013 da quattro studenti dell’Università tecnica di Delft come StudeerSnel.nl, la versione olandese del sito. Dopo aver notato che molto materiale utile allo studio era disponibile solo per pochi studenti ben connessi, hanno cominciato a lavorare per creare una piattaforma aperta e accessibile da tutti.
Nel 2014, StuDocu ha ricevuto un angel investment di €125,000 da parte di uno dei fondatori della piattaforma social olandese Hyves, Koen Kam. Nel 2015, Peak Capital e Point Nine Capital hanno investito €1,35 milioni. Nel 2016, StuDocu è stata nominata al Ernst & Young Entrepreneur of the year award.

## Controversie
StuDocu consente agli utenti di caricare esami passati dei loro corsi universitari e, in molti casi, le università posseggono il copyright di questi documenti e, di conseguenza, spesso viene richiesto di rimuovere questo tipo di documenti.
Nel 2014, quasi tutti gli studenti di un corso dell’Università di Groningen ottennero 10/10 nei loro esami, perché l’insegnante della classe utilizzò un vecchio esame che era disponibile su StuDocu.